# Киселёв, Сергей Леонтьевич
Серге́й Лео́нтьевич Киселёв (19 июня 1935, Республика Мордовия, СССР — 15 января 2024, Тверь) — советский государственный и партийный деятель, председатель Калининского горисполкома (1986—1987), первый секретарь Калининского / Тверского горкома КПСС (1987—1991).

## Биография
Сергей Леонтьевич родился 19 июня 1935 года в Мордовской АССР[уточнить] в крестьянской семье.
- Окончил Фрунзенский политехнический институт.
- 15 лет работал в Киргизии.
- 1974 год — стал директором завода «Центросвар» в Калинине.
- 1986—1987 — председатель Калининского горисполкома,
- 1987—1991 — первый секретарь Калининского/Тверского горкома КПСС.
  - 1987 год — возглавил оргкомитет первого[2] в истории Твери Дня города.
  - 1990 год — при его поддержке городу Калинину было возвращено историческое имя Тверь.

Скончался 15 января 2024 года.

## Деятельность
Ещё в бытность директором «Центросвара», под руководством Сергея Леонтьевича строились жилые дома, спортивные базы; появился свой детский сад и профилакторий.
Занимался проблемами водоснабжения.
Уже находясь на пенсии, был включён в состав Общественной палаты Твери; возглавлял Тверское отделение общества охраны памятников.

## Награды
Сергей Леонтьевич Киселёв — кавалер орденов:
- Трудового Красного Знамени,
- “Знак Почёта”.

Он — лауреат премии Совета Министров СССР и Почётный гражданин Твери.
Звание Почётного гражданина города Твери было присвоено ему 14 мая 2005 года «за большой личный вклад в развитие промышленного производства, социально-экономической и общественно-политической жизни города Твери».